# Mathis Type HO
La Type HO era un'autovettura di fascia alta, prodotta nel 1934 dalla Casa automobilistica francese Mathis.

## Profilo
Quando, alla fine del 1934, la Casa di Strasburgo si accordò con la Ford francese per la produzione di vetture in comune, accordò che culminerà con la nascita della Matford, fu lanciata l'ultima Mathis della storia: la Type HO. Tale Mathis era già dotata di un V8 Ford. Tale motore, della cilindrata di 3621 cm³, sviluppava una potenza massima di 90 CV. Si trattava dell'evoluzione dei primi V8 Ford Flathead da 3.6 litri nati nel 1932, ai quali fu aggiunto in questo caso un carburatore doppio corpo in luogo del precedente monocorpo.
Il telaio montava sospensioni a ruote indipendenti. Il cambio era manuale a tre marce, con frizione monodisco a secco.
Commercializzata solo come coupé a 4 posti, la Type HO fu introdotta alla fine dell'estate del 1934 e fu prodotta fino alla fine dello stesso anno, dopodiché continuò ad essere prodotta, ma con il marchio Matford.